# Bocatabú
Bocatabú es una  banda de pop/rock alternativo que nace en Santo Domingo, República Dominicana a principios del 2008. Actualmente está conformada por Giorgio Siladi (voz) y Eduardo Fernández (guitarra eléctrica). 
Desde principios del 2016, la agrupación reside en la Ciudad de México. Partieron de Santo Domingo con el objetivo de continuar su desarrollo artístico.
El 19 de mayo de 2017 lanzaron un nuevo sencillo titulado  Estado Natural el cual apunta a una nueva dirección musical para la banda, fusionando el sonido que siempre los ha caracterizado con texturas de los años ochenta y noventa. 
El tema fue grabado en Panoram, un reconocido estudio por el cual también han pasado artistas como Björk, Spoon, Zoé, Ryan Adams, entre otros.
Bocatabú es catalogada por los críticos y la audiencia como una de las agrupaciones de rock del Caribe más resonantes de los últimos años. Desde sus inicios, logró posicionar 7 sencillos en el tope de los listados de las emisoras más importantes de República Dominicana. Sus dos primeros trabajos discográficos “Historias Vírgenes” (2009) y “Vidas Extraviadas” (2012) alcanzaron récords de ventas en el país y cautivaron a un público deseoso de nuevos sonidos.
La banda continúa preparando el repertorio que formará parte de su tercer álbum.

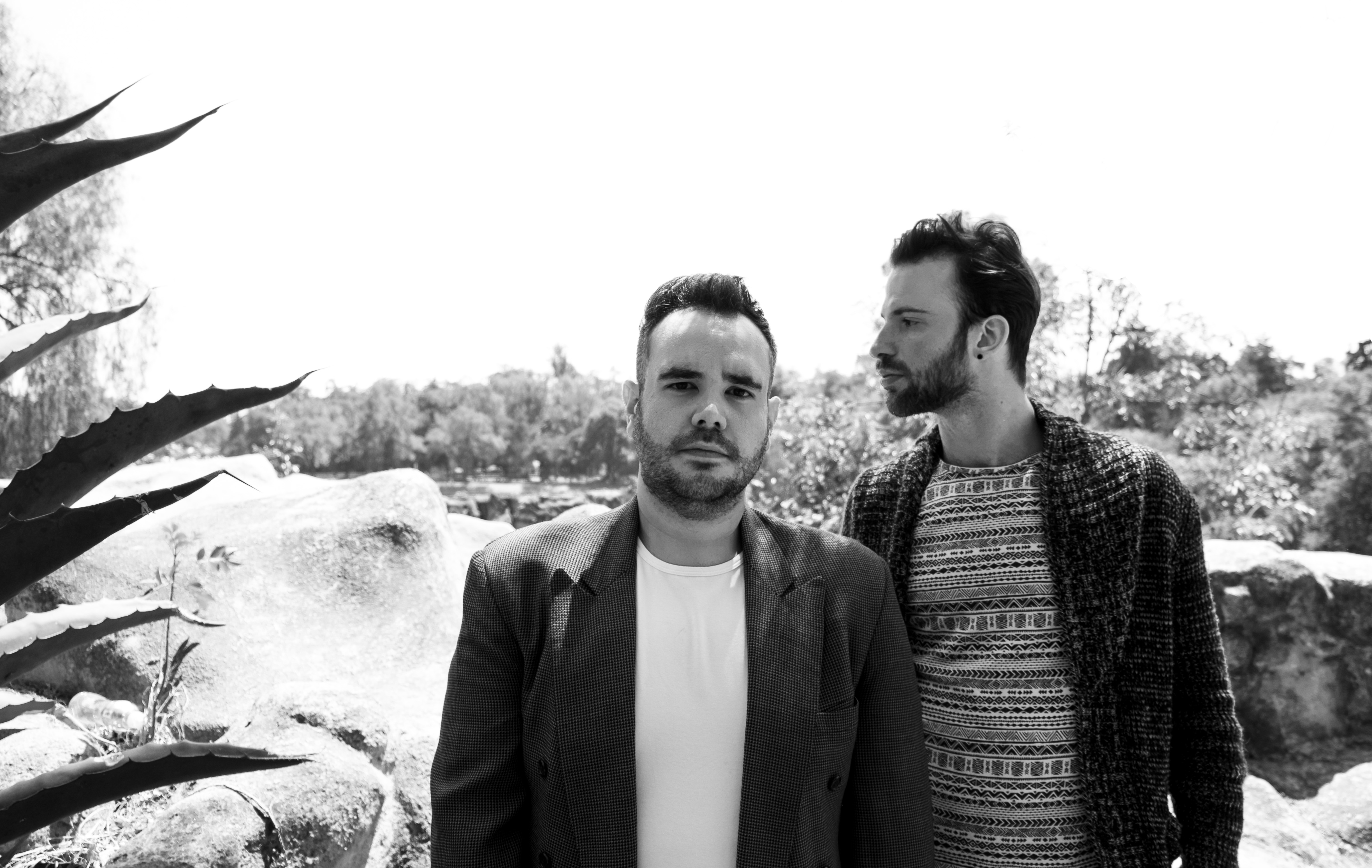
Bocatabú 2017.

## Discografía

### Álbumes de estudio
- Historias Vírgenes, 2009

1. A Contraluz
2. La Vía
3. Sinfonías del Silencio
4. 2/4
5. Cápsula
6. Dulce Delito
7. Tempestad
8. Tequila y Limón
9. Tiempo
10. Hoy Tarde
11. Bang Bang
12. Historias Vírgenes

- Vidas Extraviadas, 2012

1. Vidas Extraviadas
2. Quiero y No Quiero
3. Mis Ojos, Sus Ojos y el Bar
4. La Vieja Excusa
5. Combustión
6. Automático
7. Boomerang
8. Mi Razón de Ser
9. Aunque las Horas Pasen
10. La Ley de los Cuerpos
11. A Tu Merced
12. Parece Normal
13. Será

- Canciones Inéditas, 2018

1. Al Final
2. Tiempo Al Tiempo
3. Anda Y Ve
4. Sabes
5. Vete Ya
6. Baja La Fuerza
7. 7 Veces
8. La Fila De Espera
9. Desmesuradamente

### Sencillos
- Tempestad, 2008
- Bang Bang, 2008
- Sinfonías del Silencio, 2009
- A Contraluz, 2009
- Cápsula, 2010
- La Ley de los Cuerpos, 2011
- Vidas Extraviadas, 2012
- Mis Ojos, Sus Ojos, y el Bar, 2012
- Falso Profeta, 2015
- No lo Pienses, 2015
- Hasta Tres, 2015
- Estado Natural, 2017

## Premios y nominaciones

### Premios Casandra
| Año  | Categoría           | Resultado |
| ---- | ------------------- | --------- |
| 2009 | Mejor Grupo de Rock | Ganador   |
| 2010 | Mejor Grupo de Rock | Nominado  |